# 짐 존스 (래퍼)

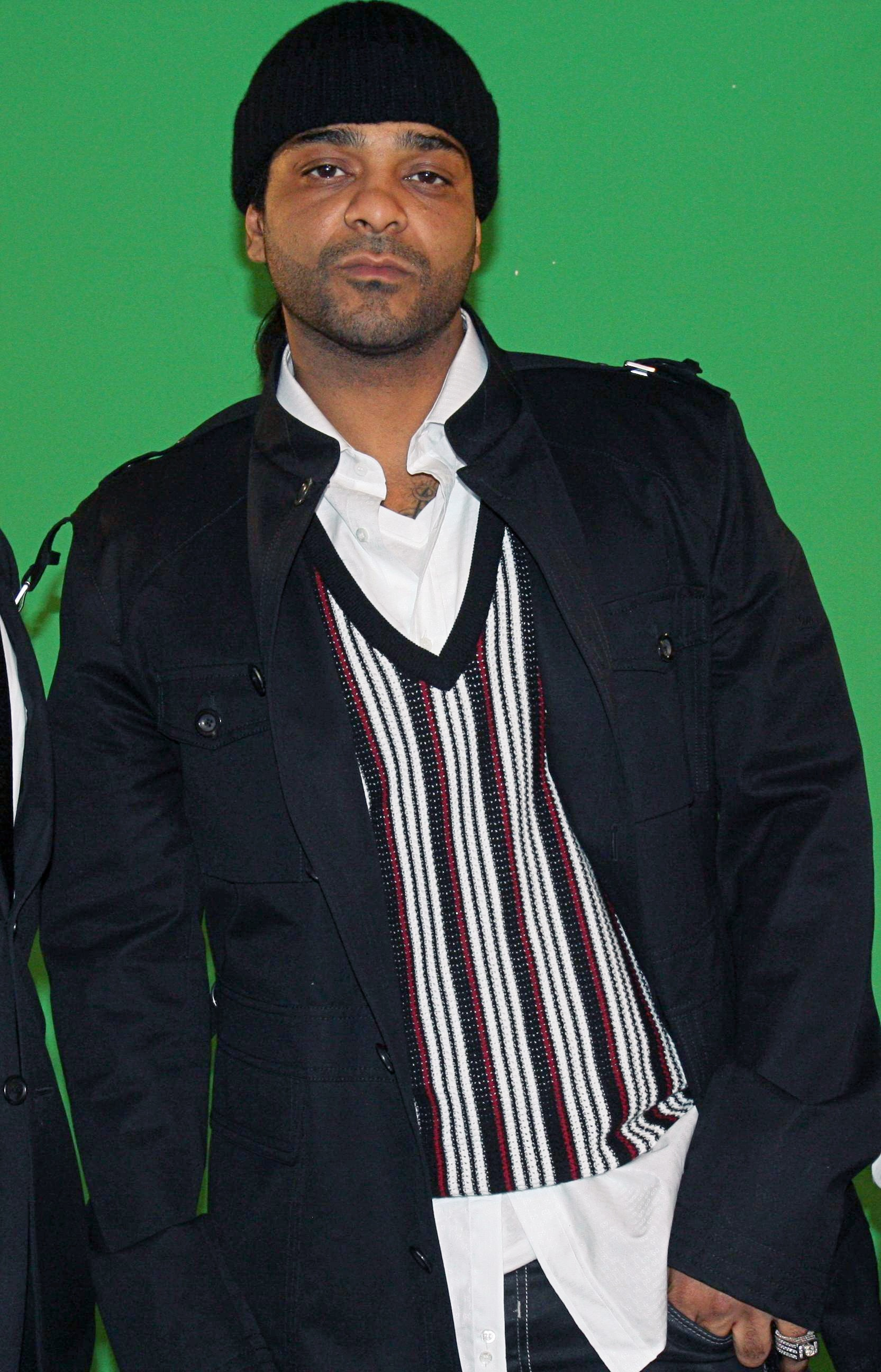
짐 존스

짐 존스(Jim Jones, 본명 Joseph Guillermo Jones II, 1976년 5월 15일 ~ )는 미국의 래퍼이다. 디플로맷츠의 구성원인 동시에 디플로맷 레코드의 사장이다. 2004년 'On My Way to Church'으로 데뷔했으며, 싱글인 'We Fly High'로 잘 알려져 있다.

## 데뷔와 활동
그는 2004년 'On My Way to Church'으로 데뷔했다.첫 싱글인 'Certified Gangstas'는 캄론, 더 게임,'Benel'이 참여했으며, 80위에 머물렀다.두 번째 싱글인 'Crunk Muzik'는 캄론, 주엘즈 산타나가 참여했다.이 앨범은 18위에 올랐으며,빌보드 200에서 4위로 데뷔했다. 또한 알엔비 차트에서는 4위로 올랐다.
2005년 두 번째 앨범인 'Harlem: Diary of a Summer'은 빌보드 200과 싱글차트에서 5위로 올랐다. 싱글인 'Baby Girl'은 58위로 데뷔했고, 다음 싱글인 'Summer Wit' Miami'는 78위로 데뷔했으며, 세 번째 싱글 'What You Been Drankin' On?'는 퍼프 대디(지금의 Diddy), 'Jha Jha'등이 참여했고, 106위에 머물렀다.
2006년 Hustler's P.O.M.E. (Product of My Environment)이 발매됐다. 이 앨범은 골드를 받았고, 릴 웨인, 캐시디, 캄론, 주엘즈 산타나 등이 참여했다. 미국 빌보드차트에서 Billboard 200를 제외하고, 모두 1위를 했다.
2009년 4월 'Pray IV Reign'를 발매했다. 이 앨범에는 루다크리스, 트위스타, 릴 웨인, 주엘즈 산타나, 버스타 라임즈 등이 참여하고,빌보드 200에서 9위, 탑 힙합/알엔비 차트에서 2위, 탑 앨범 차트에서 1위를 차지했다.

## 앨범
- On My Way to Church(2004년)
- Harlem: Diary of a Summer(2005년)
- Hustler's P.O.M.E. (Product of My Environment)(2006년)
- Pray IV Reign (2009년)

## 같이 보기
- 디플로맷츠